# Lisa Wüllenweber
Lisa Wüllenweber (* 27. Mai 1992 in Mechernich) ist eine deutsche Autorin und Lehrerin, die auch unter den Pseudonymen Lisa M. Louis und Lisa Summer schreibt.
Wüllenweber wuchs in Düren auf. Dort machte sie 2011 an der Heinrich-Böll-Gesamtschule das Abitur. Danach studierte sie Lehramt in Dresden.
Mit Tochter und Freund lebt sie in Germering.

## Werk
- 2021: Bauer gesucht, Traummann gefunden
- 2020: Liebespost vom Weihnachtsmann
- 2020: High Seas – Verloren im Paradies
- 2020: Die Farben meiner Hoffnung, ISBN 978-3-96698-410-2.
- 2020: High Seas – Leidenschaft auf hoher See
- 2020: Italian Feelings
- 2019: French Desire
- 2019: Swedish Kisses
- 2019: British Love
- 2018: Observe – Die andere Seite
- 2018: Ich kann dich verdammt gut riechen, Liebeskomödie
- 2018: Plot Bunnys einfangen und aufschreiben: Notizbuch, ISBN 3-7467-1938-0.
- 2016: Observe: Die neue Welt, Debütroman

## Auszeichnungen
- 2016: Amazon-Bestseller-Express auf der Leipziger Buchmesse[1]